# Peder Lunde (regatista, 1918)
Peder Eugen Lunde (25 de mayo de 1918-26 de diciembre de 2009) fue un deportista noruego que compitió en vela en la clase 5.5 Metre. Participó en dos Juegos Olímpicos de Verano en los años 1952 y 1956, obteniendo una medalla de plata en Helsinki 1952 en la clase 5.5 Metre.

## Palmarés internacional
| Juegos Olímpicos | Juegos Olímpicos     | Juegos Olímpicos | Juegos Olímpicos |
| Año              | Lugar                | Medalla          | Clase            |
| ---------------- | -------------------- | ---------------- | ---------------- |
| 1952             | Helsinki (Finlandia) | Medalla de plata | 5.5 Metre        |